# Nagyfogú nyár
A nagyfogú nyár (Populus grandidentata) a Malpighiales rendjébe, ezen belül a fűzfafélék (Salicaceae) családjába tartozó faj.

## Elnevezése
A „nagyfogú” megnevezését a levelek szélén található jól kiemelkedő fogazatáról kapta.

## Előfordulása
A nagyfogú nyár előfordulási területe Észak-Amerika keleti felén van; nagyjából az Amerikai Egyesült Államok északkeleti és Kanada délkeleti részein. Részletesebben Virginiától kezdve északra, Új-Anglián keresztül egészen Új-Skóciáig található meg. Nyugatra Manitoba délkeleti részéig, Minnesotáig, Iowáig, Missouri legészakkeletibb részéig és Kelet-Illinoisig lelhető fel. Indianában, Ohióban és Nyugat-Virginiában is jelentős állományai vannak. Kentuckyban, Tennesseeben, Észak-Karolinában és Dél-Karolinában elszigetelt állományai élnek.

## Megjelenése
Közepes termetű lombhullató fafaj, mely nagyon hasonlít az amerikai rezgő nyárra (Populus tremuloides), azonban valamivel magasabbra nő és levelein nagyobbak a fogak. Szélfúváskor levelei rezegnek. A fiatal fa kérge olajzöld, vékony és sima tapintású. 30-40 éves korára a kéreg megvastagszik, szürkévé válik és tapintásra durva lesz. A növény kétlaki, azaz a porzós és a termős barkák külön példányokon fejlődnek ki. A kifejlett példány magassága 18-24 méter közötti; törzsének átmérője 20-25 centiméter. Gyorsan növő, azonban rövid életű fafaj; 60-70 évesen elkezd megbetegedni, és nagyjából 100 évesen elpusztul. Pionír növény, mely elsőként telepszik meg egy új helyen. A gyökerei nem hatolnak túl mélyre, azonban szélesen szétterülnek, néha 18 méterre is. Általában 4-5 oldalgyökere van.

## Életmódja
Sokféle talajon képes megélni; főképp a homokoson és agyagoson. A sziklás területeken is megkapaszkodik. 1,5 méter mélyre is lenyúlik a gyökere, hogy megfelelő vízmennyiséghez jusson. Nem bírja az árnyékos helyeket, emiatt az árnyas helyeken növő csemeték hamar elpusztulnak. Pionír növényként gyakran az új erdők első fái közé tartozik; gyorsan nő emiatt eltakarja a lassabban növő fafajokat, mint például a vörös tölgyet (Quercus rubra) és a vörös juhart (Acer rubrum). Uralmát egyes területen nemzedékeken keresztül fenntartja, mígnem más fák föléje magasodnak és beárnyékolják. A 20. század elején a Nagy-tavak környékéről kivágták és felégették a nagy fenyőerdőket, helyüket a nagyfogú nyárfák és az amerikai rezgő nyárfák vették át. A két nyárfa gyakran együtt él, azonban az utóbbi a dominánsabb, de az előbbi jobban tűri a betegségeket, mint például a Entoleuca mammata nevű gombás fertőzést. Fő kártevői a gyapjaslepke (Lymantria dispar) és az Armillaria gombafajok. A Xyleborus saxesceni nevű bogár a megégett példányokat támadja meg.

## Szaporodása
A magvai a barkavirágzatokban jönnek létre. Magvát, mely két kitüremkedéssel rendelkezik, a szél szórja szét. Erdőtűz vagy kivágás után, gyökeréből is kihajthat új törzseket; így az eredeti fa köré és közelébe egy klónkolónia jöhet létre.

## Felhasználása
A faanyaga világos, sima felületű, puha és egyenes. Főleg furnérkészítéshez használható. Továbbá pelleteket, gyufaszálakat, dobozokat, jégkorong ütő kelléket és létrákat is készítenek belőle. A kérgéből is pellet, valamint táppótlék készül a szarvasmarhák számára.

## Képek

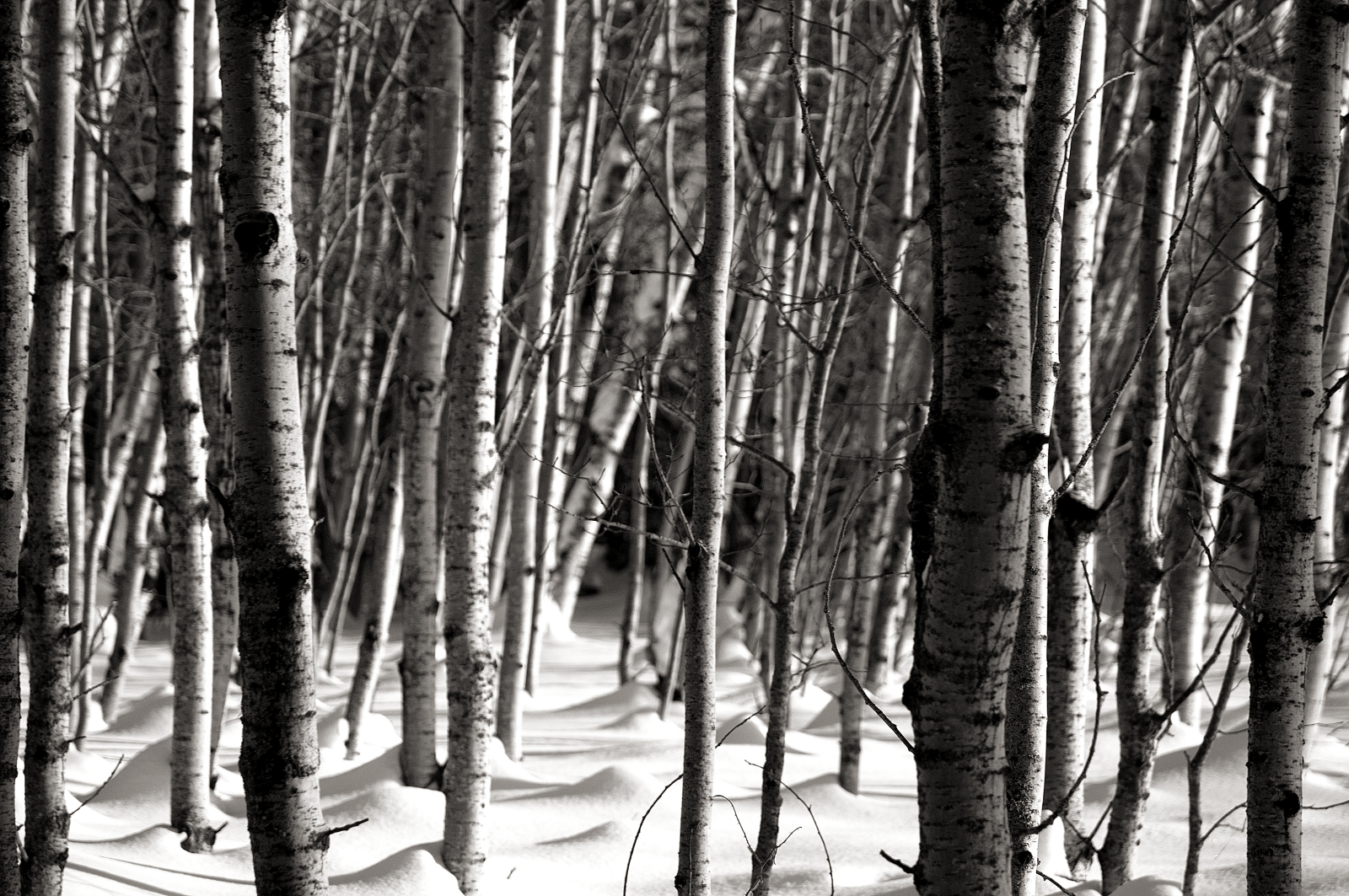
Törzsek télen
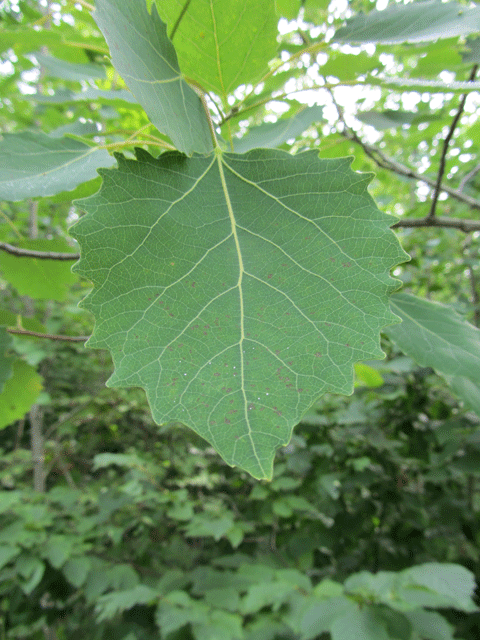
A
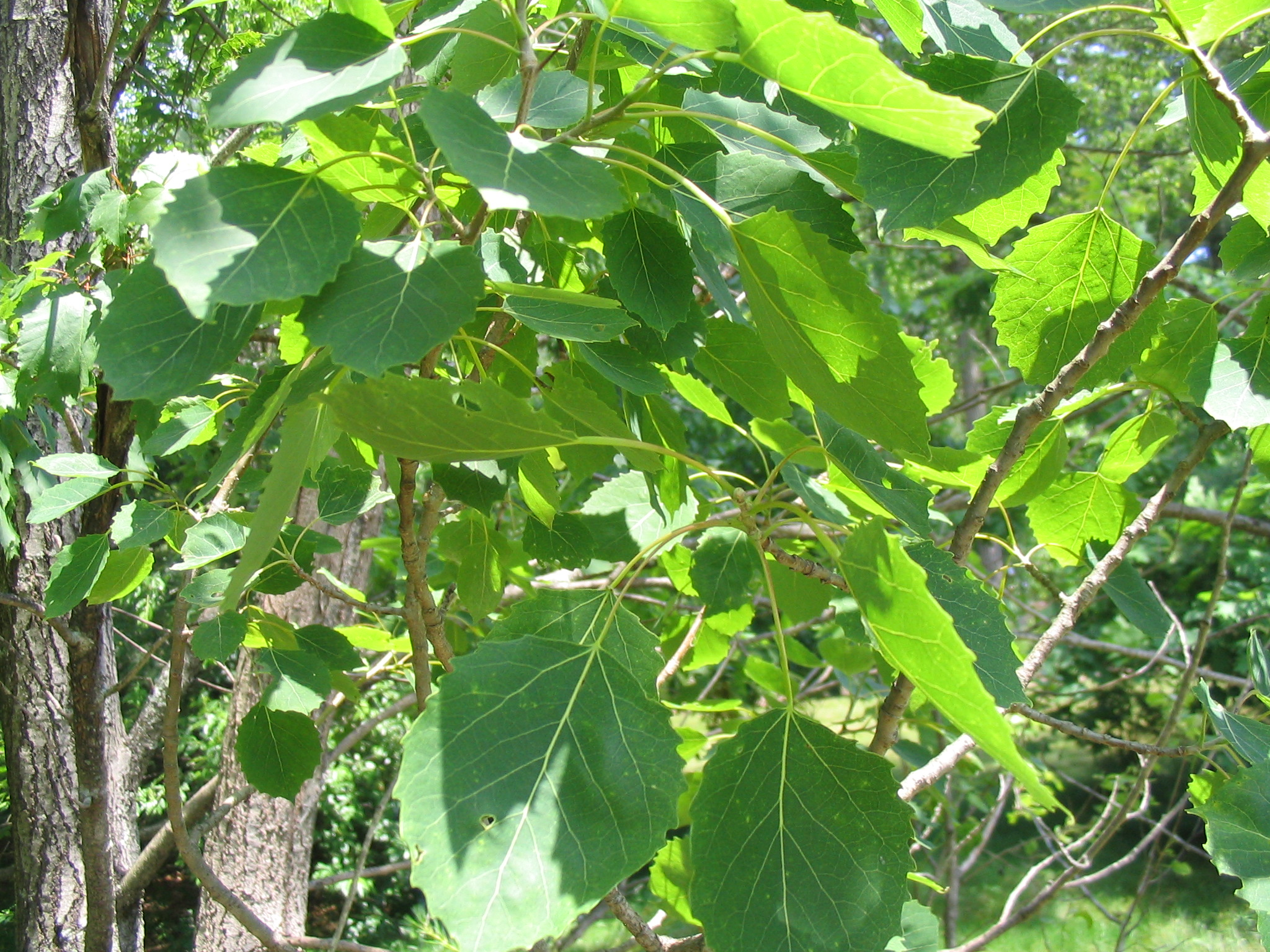
levélzete
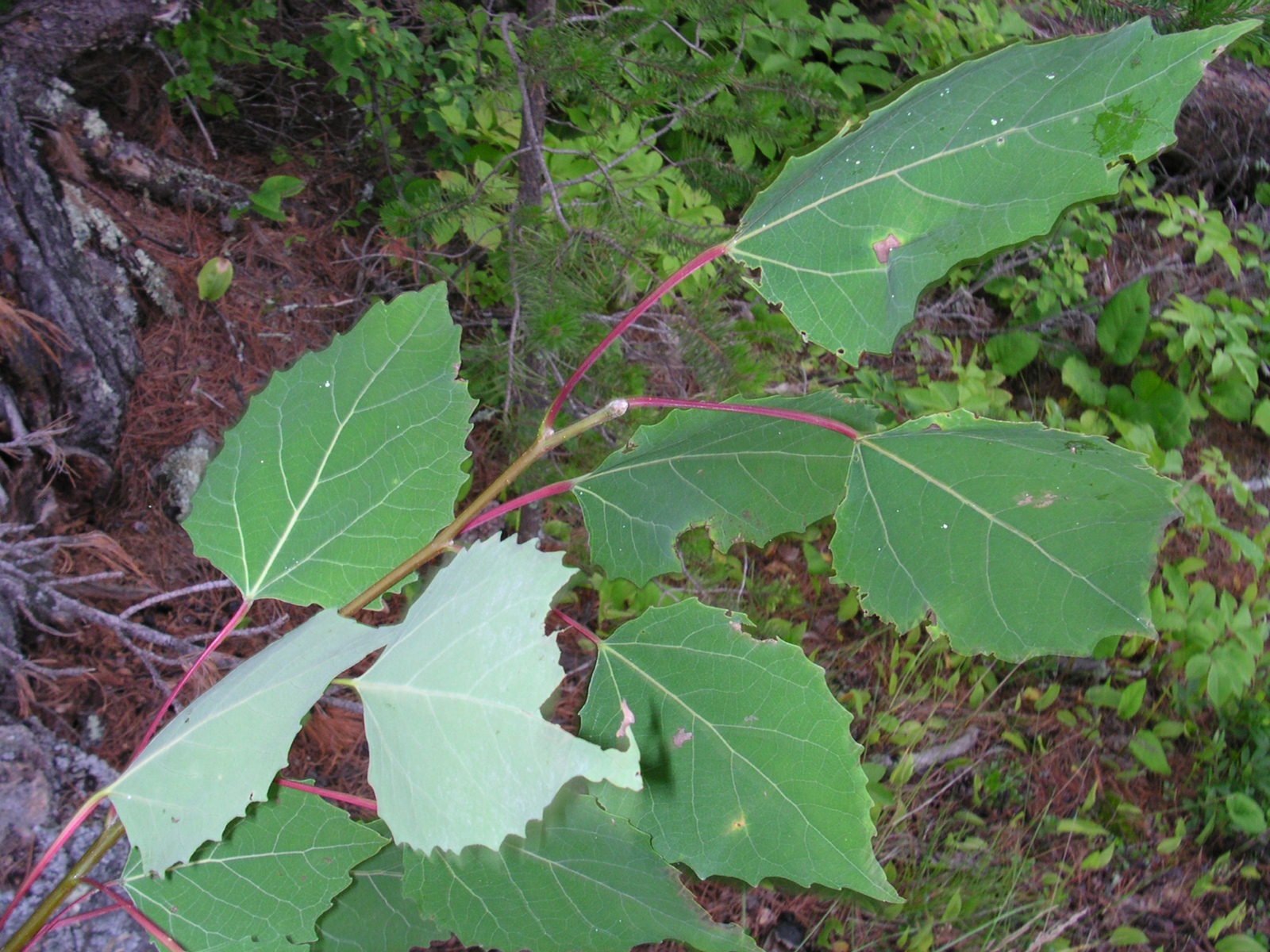
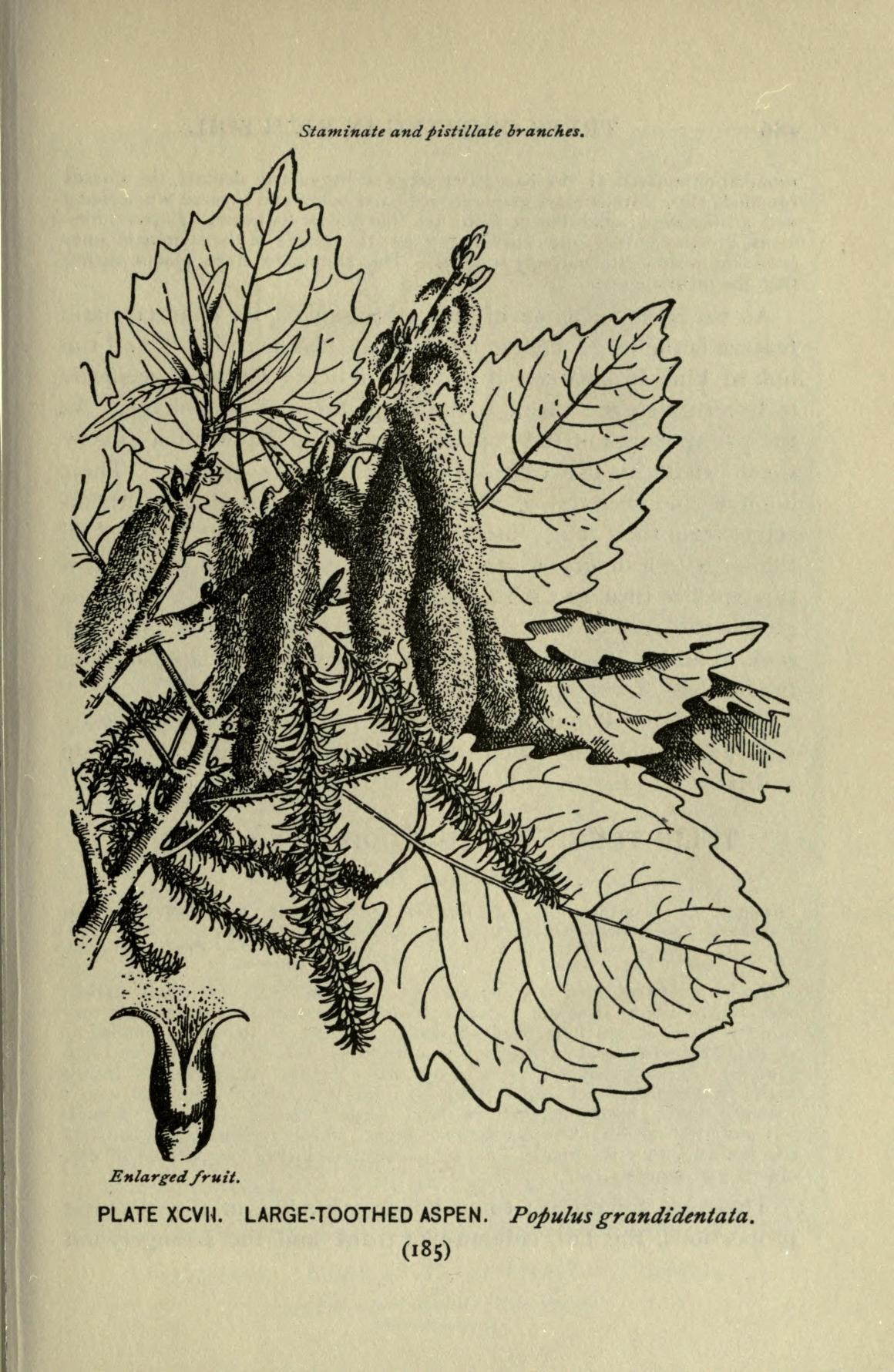
Rajz a levelekről, barkákról és bibékről

### Fordítás
- Ez a szócikk részben vagy egészben  a   Populus grandidentata című angol Wikipédia-szócikk ezen változatának fordításán alapul.  Az eredeti cikk szerkesztőit annak laptörténete sorolja fel. Ez a jelzés csupán a megfogalmazás eredetét és a szerzői jogokat jelzi, nem szolgál a cikkben szereplő információk forrásmegjelöléseként.